# فينتشنزو برينا
فينتشنزو برينا (بالإيطالية: Vincenzo Brenna)‏ (و. 1745 – 1820 م) هو رسام، ومهندس معماري من الإمبراطورية الروسية . ولد في روما .
توفي في دريسدن .

## أعمال بارزة
من أهم أعماله:
- Birch Gate
- Saint Michael's Castle.